# 与那国町立与那国小学校
与那国町立与那国小学校（よなぐにちょうりつ よなぐにしょうがっこう）は、沖縄県八重山郡与那国町にある公立小学校。

## 沿革
- 1885年（明治18年）6月10日 - 与那国町64番地の長若方にて創立。
- 1958年（昭和33年） - 祖内小学校から与那国小学校と改称。
- 1960年（昭和35年） - 校訓「自主・勤勉・礼節」制定。
- 1984年（昭和59年）度 - 2階建校舎建築[2]。
- 1985年（昭和60年） - 現在の校旗制定。
- 2020年（令和2年）4月9日 - 正門側ブロック塀の耐震補強工事実施。
- 2022年（令和4年） - 校訓改定し、改定校訓「自律・協働・創造」制定。

## 児童数
2023年（令和5年）5月1日現在
| 学年   | 1年 | 2年 | 3年 | 4年 | 5年 | 6年 | 特別支援 | 合計 |
| ------ | --- | --- | --- | --- | --- | --- | -------- | ---- |
| 児童数 | 1   | 0.5 | 0.5 | 1   | 1   | 1   | 1        | 6    |
| 学級数 | 12  | 4   | 9   | 8   | 11  | 8   | 1        | 53   |

- 学級数「0.5」は、複式学級を表す。

## 周辺
- 与那国町立児童生徒交流センター - 同一建物内
- 与那国町立よなぐに幼稚園 - 同一敷地内で、なおかつ進級前幼稚園のひとつ。
- 与那国町立与那国中学校  - 同一敷地内で、なおかつ主な進学先中学校。
- DiDi与那国交流館
- 与那国町立祖内保育所 - 進級前保育所のひとつ。
- 与那国町イベント広場
- 祖内地区汚水処理施設
- 沖縄地区税関石垣税関支署与那国監視署
- 与那国町役場
- 沖縄県道216号与那国島線

## アクセス
- 与那国生活路線バス（無料）で、『与那国小学校前』停留所下車。
- 与那国町役場から、
  - 徒歩約445m・約7分。
  - 上述の与那国生活路線バス『与那国町役場』停留所から1分、『与那国小学校前』停留所下車。
- 与那国空港から、
  - 車で約3.2km・約6分。
  - 上述の与那国生活路線バスで、11分～16分（祖内発15時台・18時台及び22時台の最終を除く）、31分（最終便）、36分（15時台と18時台の便）。